# ميلان ماتشالا
ميلان ماتشالا (بالتشيكية: Milan Máčala، ولد في 4 يوليو 1943) هو مدرب كرة قدم تشيكي يدرب نادي الأهلي القطري.

## سيرة
كانت بداياته في التدريب مع SK سيغما أولوموك، وهو نادٍ رياضي سابق من التشيك، في عام 1980. بعد ذلك قرر مغادرة بلاده لتدريب نادي لارناكا القبرصي لمدة عامين. ثم عاد لبلاده لتدريب نادي بانيك أوسترافا لمدة أربعة أعوام. في عام 1990 عين ماتشالا مدرباً لمنتخب تشيكوسلوفاكيا لكرة القدم من قبل الاتحاد التشيكوسلوفاكي واستمر كذلك لمدة أربعة أعوام. في تلك الفترة لفت نظر العديد وبالأخص منطقة الشرق الأوسط، وقد انتقل بالفعل إلى الكويت في عام 1994 لتدريب نادي كاظمة، وحصد معه العديد من الألقاب وهي بطولة الدوري الكويتي في عامي 1994 و1996، بالإضافة إلى كأس أمير الكويت وكأس ولي العهد في عام 1995.
نجاحه الكبير مع نادي كاظمة جعل الاتحاد الكويتي يعينه مدرباً للمنتخب الوطني الذي حقق معه مباشرة بطولة كأس الخليج لعام 1996، كما تأهل مع الفريق للدور نصف النهائي من كأس الأمم الآسيوية التي أقيمت في الإمارات العربية المتحدة في نفس العام. في عام 1997 قام بتدريب منتخب الإمارات لكرة القدم في بطولة كأس العالم للقارات بعد الاتفاق مع الاتحاد الكويتي لإعارته. ومن ثم فاز مع المنتخب الكويتي ببطولة كأس الخليج لعام 1998 كما حصل على المركز الثاني في دورة الألعاب الآسيوية 1998 في بانكوك.
قام بتدريب منتخب السعودية لكرة القدم بعد ذلك وتأهل المنتخب لنصف نهائي كأس العالم للقارات في عام 1999، كما اشرف على المنتخب السعودي في نهائيات آسيا 2000 ولكنه اقيل من منصبه عقب الهزيمة امام المنتخب الياباني في أولى المباريات ليستلم الإدارة الفنية المدرب الوطني السعودي ناصر الجوهر. درب منتخب عمان لكرة القدم لفترة قصيرة في عام 2001 ومن ثم انتقل إلى الإمارات العربية المتحدة لتدريب نادي النصر قبل أن يعود لسلطنة عمان لتدريب المنتخب الوطني في مشاركته الأولى في الكأس الآسيوية بعام 2004 في الصين.
ومع نادي العين حقق عدة إنجازات أبرزها كأس الأمير، كما قاد النادي للمباراة النهائية التي خسرها أمام نادي الاتحاد السعودي في عام 2005. ثم عاد لتدريب المنتخب العماني للمرة الثالثة قبل تدريبه منتخب البحرين لكرة القدم في أبريل 2007.

## روابط خارجية
- ميلان ماتشالا على موقع قاعدة بيانات كرة القدم.إي يو (الإنجليزية)
- ميلان ماتشالا على موقع Soccerway.com (الإنجليزية)
- ميلان ماتشالا على موقع عالم كرة القدم.نت (الإنجليزية)